# Полице
Поли́це (пол. Police, нем. Pölitz) — город в Польше, входит в Западно-Поморское воеводство, Полицкий повят. Имеет статус городско-сельской гмины. Занимает площадь 36,84 км². Население — 33 742 человек (на 2013 год).
Здесь находится огромный химический завод.
Город имеет доступ к железной дороге, но пассажирские поезда сюда не курсируют. Включён в сеть городского транспорта Щецина.

## Города-побратимы
- Пазевальк (Германия)
- Новый Роздол (Украина)